# Musée du liège de Calangianus
Le musée du liège (en italien : museo del sughero) est un musée de la vie rurale consacré à l'histoire de l'exploitation du liège en Sardaigne et en particulier en Gallura, qui se trouve à Calangianus en Italie.
Le musée a été fondé en 2011, mais ouvert au public seulement en 2012. Il est installé au centre du village, dans un complexe du XVIIe siècle qui comprend l'ancien couvent des Frères Franciscains et l'église Santa Maria degli Angeli.

## Historique
Au début du XIXe siècle, des entrepreneurs français s'installent à Calangianus, et développent l'activité autour du liège jusqu'à en faire une source de richesse pour l'ensemble de la population.
En 1866, en raison des tensions entre l'Église et l'État, les religieux ont été expulsés du couvent. Une partie a été cédée à la province de Sassari pour en faire une caserne de carabiniers, une autre à la commune pour en faire une école, une prison et un espace d'affichage légal.
En 1946, une récolte de fonds permet de remettre en état après les dégâts causés par le stationnement des soldats pendant les deux guerres mondiales, avec des fresques peintes en 1948 du peintre milanais Carlo Armanni représentant la vie de Saint François.
Le musée est ouvert en 2012. En 2014, ce sont environ 150 entreprises artisanales du secteur qui exploitent le liège.

## Expositions

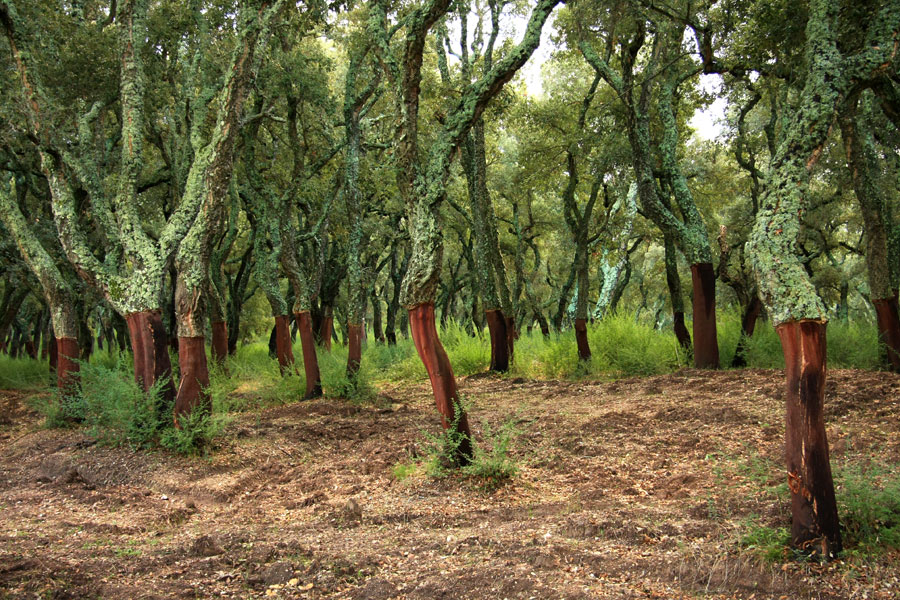
Forêt de chênes lièges à Tempo Pausania.

Le musée expose à l'étage inférieur, dans les cellules monacales, d'anciennes machines et d'anciens instruments permettant de travailler le liège. À l'étage supérieur, des vidéos présentent toutes les phases allant de l'extraction du liège de l'arbre à la transformation en bouchons.